# Audi 200
Der Audi 200 war ein von Audi zwischen Herbst 1979 und Sommer 1991 in zwei unterschiedlichen Modellreihen angebotenes Fahrzeug der oberen Mittelklasse und stellte eine aufgewertete Variante des größtenteils baugleichen Audi 100 dar.
Die erste, bis 1982 gebaute Modellreihe gab es abgesehen von einigen in Kleinserie hergestellten Kombi-Exemplaren ausschließlich als viertürige Limousine mit Frontantrieb. Die ab 1983 hergestellte zweite Baureihe gab es auch als Avant-Version sowie mit dem Audi-eigenen Allradantrieb quattro. Bis zur Vorstellung des Audi V8 mit Achtzylindermotor im Jahr 1988 stellte der Audi 200 das Topmodell in Audis Modellpalette dar.

## Modellgeschichte

### Allgemeines
Der im September 1979 auf der IAA in Frankfurt vorgestellte Audi 200 stellte Audis ersten Vorstoß in das Oberklasse-Segment dar. Ursprünglich war auch eine Version mit Wankelmotor vorgesehen, ebenfalls mit 125 kW (170 PS), von der einige Vorserienfahrzeuge hergestellt wurden. Im August 1982 wurde die Produktion des Audi 200 C2 eingestellt. 
Im September 1983 präsentierte Audi einen neuen 200, der wiederum auf dem Audi 100 (Typ 44) basierte. Ab Mitte 1984 gab es vom Audi 200 auch eine Avant-Version, die bis Ende 1990 gebaut wurde. Das Spitzenmodell der Baureihe war ab März 1989 der Audi 200 quattro 20V mit einem turbogeladenen 2,2-Liter-Fünfzylindermotor mit vier Ventilen pro Zylinder (Motorkennbuchstabe 3B), der auf dem Motor des Audi Quattro basiert. Der Audi 200 Typ 44 war der letzte angebotene Audi 200 in Deutschland, seine Produktion endete Mitte 1991.

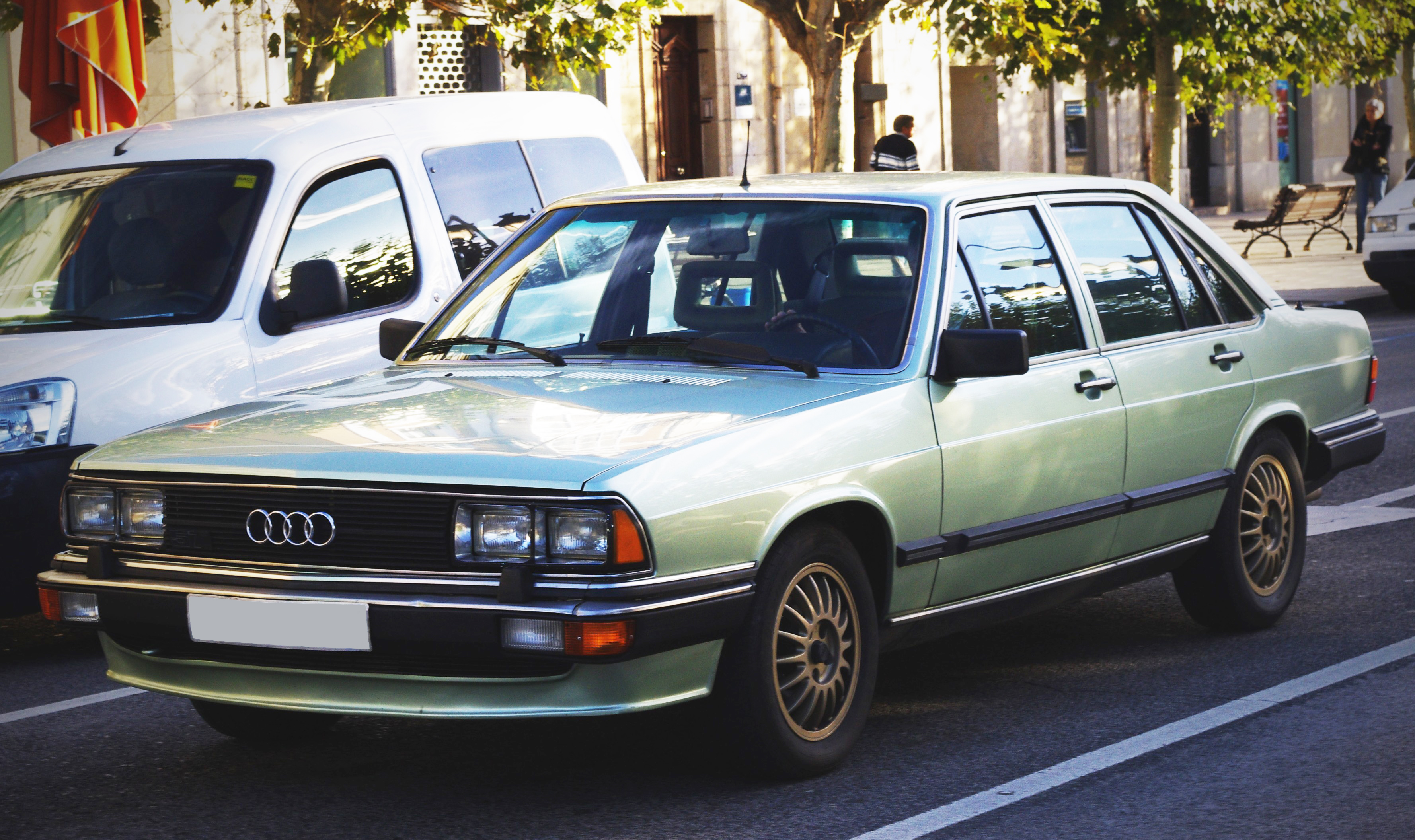
Audi 200 C2 (1979–1982)
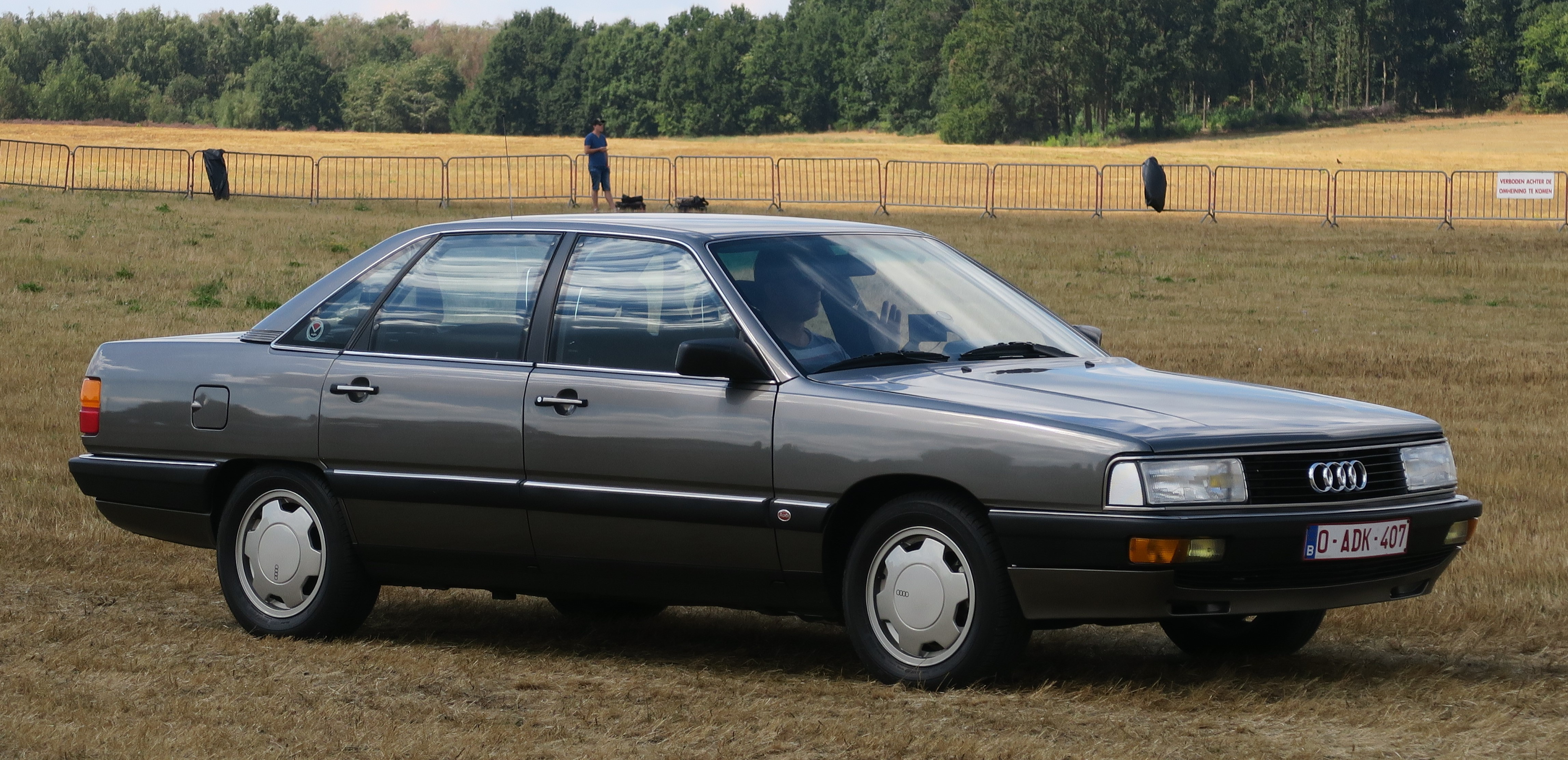
Audi 200 C3 (1983–1991)